# كنيسة القديسة هيلانة بالقدس
كنيسة القديسة هيلانة بالقدس هي كنيسة الأرمينية من القرن الثاني عشر وتقع في الطابق السفلي من كنيسة القيامة في القدس، والتي تم بناؤها خلال مملكة القدس. يطلق عليها الأرمن اسم "مصلى القديس يوحنا"، نسبة إلى القديس الذي جلب المسيحية إلى الأرمن وهو غريغوريوس المستنير.

## الوصف
يوجد في الجنوب الشرقي من الكنيسة كرسي يُعرف بأنه المقعد الذي كانت تجلس عليه هيلانة، والدة الإمبراطور قسطنطين عندما كانت تنظر لـ الصليب الحقيقي. هناك اثنان حنية في الكنيسة، أحدهما مخصص للقديسة هيلانة والآخر لـ اللص التائب على الصليب.

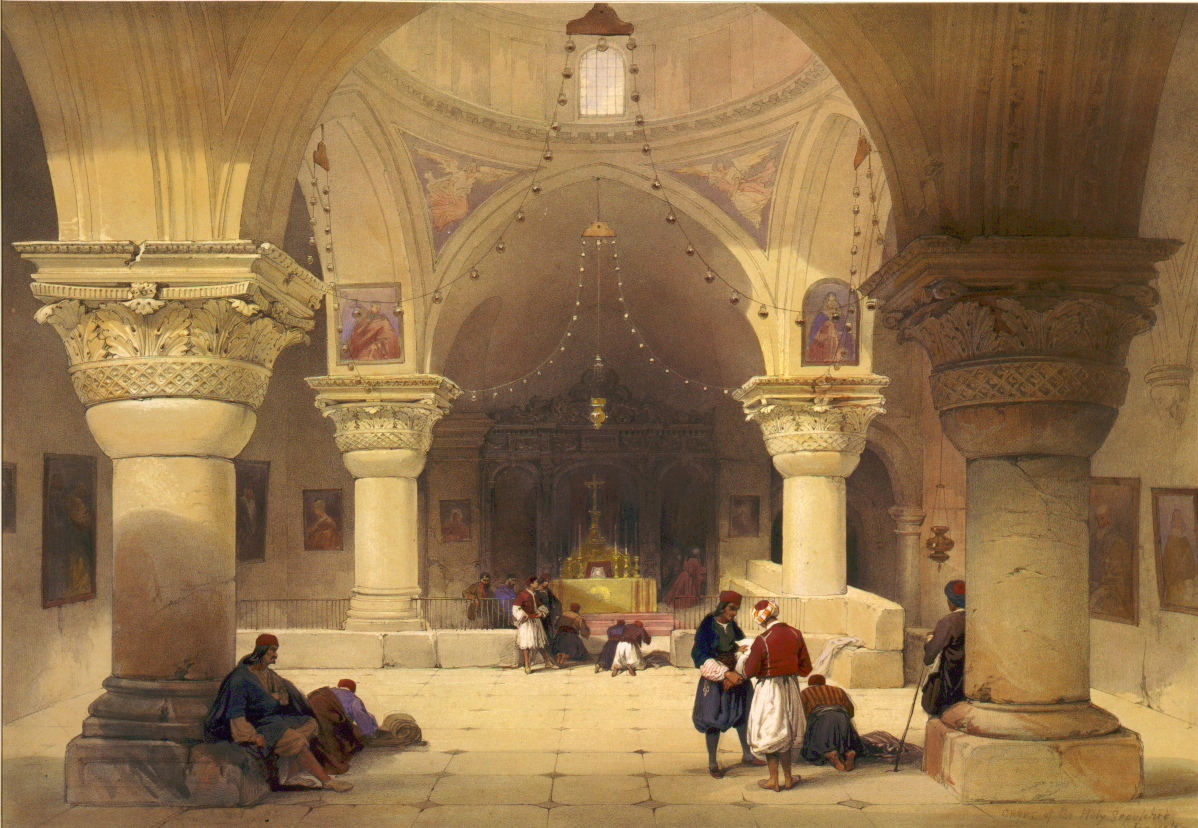
طباعة حجرية عام 1842 للويس هاغي، بعد ديفيد روبرتس، من الأرض المقدسة وسوريا وإدوميا والعربية ومصر والنوبة

## التاريخ

### بقايا القرنين الثاني والرابع
خلال الفترة 1973-1978، تمت أعمال الترميم والحفريات في كنيسة القيامة. إلى الشرق من كنيسة القديس. هيلينا، اكتشف المنقبون فراغًا يحتوي على رسم لسفينة رومانية من القرن الثاني، جداران منخفضان يدعمان منصة معبد هادريان في القرن الثاني، و تم بناء جدار أعلى من القرن الرابع لدعم قسطنطين بازيليكا؛ قامت السلطات الأرمينية مؤخرًا بتحويل هذا الفضاء الأثري في كنيسة القديس فارتان، وإنشاء ممر اصطناعي فوق المحجر علىشمال الكنيسة، بحيث يمكن الوصول إلى الكنيسة الجديدة (بإذن) من كنيسة القديس مرقس. هيلينا.

### بناء القرن الثاني عشر
تقرير وقائع وليام الصوري عن تجديد كنيسة القيامة في منتصف القرن الثاني عشر. قام الصليبيون بفحص الآثار الشرقية في الموقع، وقاموا أحيانًا بالتنقيب من خلال الأنقاض، وأثناء محاولتهم الوصول إلى الصهريج حيث يُعتقد أنه تم العثور على الصليب الحقيقي، اكتشفوا جزءًا من مستوى الأرض الأصلي لـ هادريان  الضميمة المعبد؛ قرروا تحويل هذه المساحة إلى كنيسة صغيرة مخصصة لهيلينا، وتوسيع نفق التنقيب الأصلي الخاص بهم إلى درج مناسب. [بحاجة لمصدر]

### زخرفة القرن العشرين
الفسيفساء الأرضية المزخرفة الكبيرة من صنع الفنان الإسرائيلي في القرن العشرين هافا يوفي. جزء منه يصور الكنائس في أرمينيا التاريخية. على الرغم من أن الصور حديثة بشكل واضح في أسلوبها التمثيلي، إلا أن بعض المرشدين يخبرون الزائرين أن الفسيفساء قديمة.
في عامي 2017-2019، خضعت الكنيسة للتجديدات التي تضمنت درابزينًا جديدًا للمذبح من الرخام الأبيض وأرضية جديدة من البلاط.

## المعرض

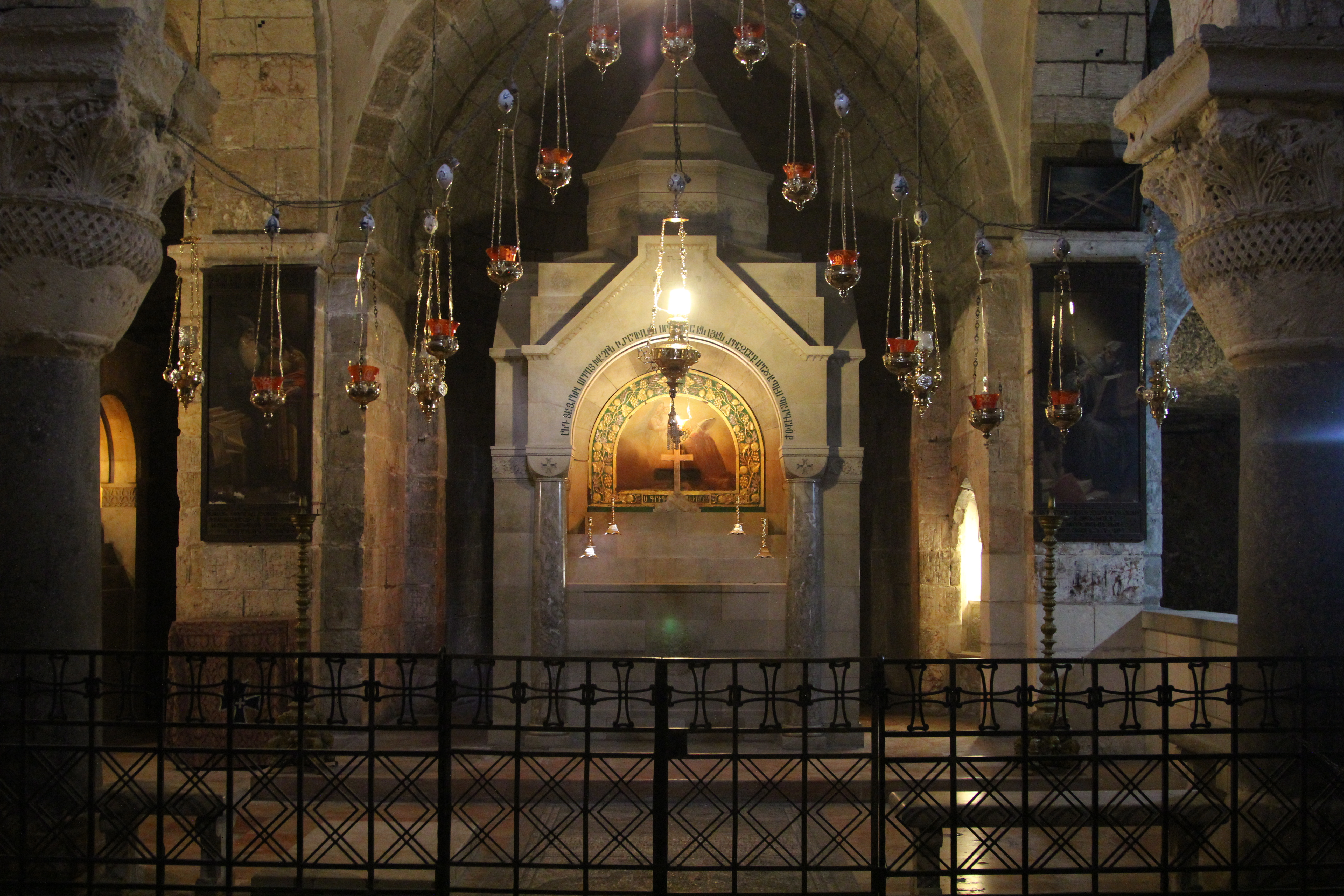
المذبح
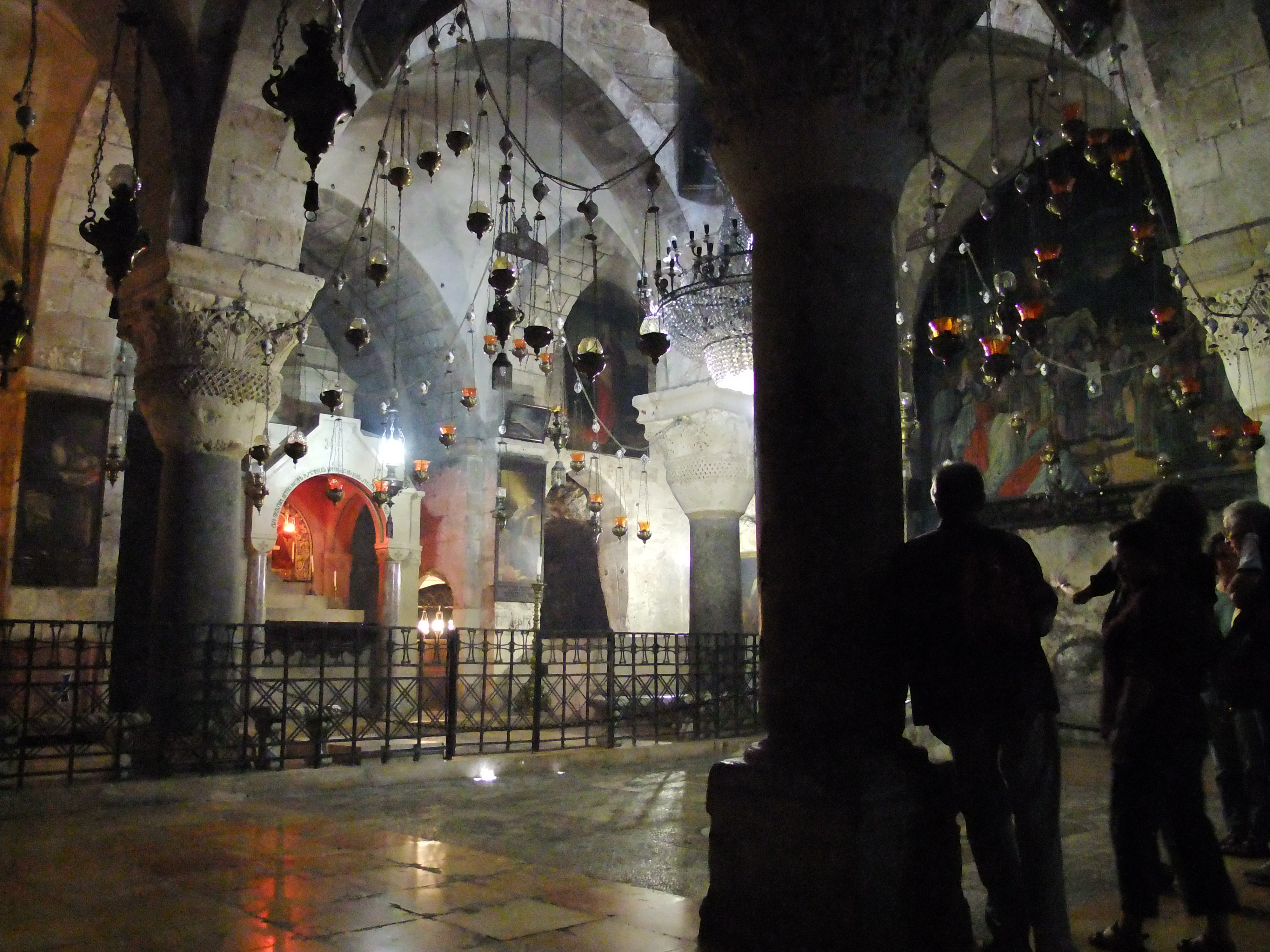
منظر الكنيسة من الجانب الأيمن
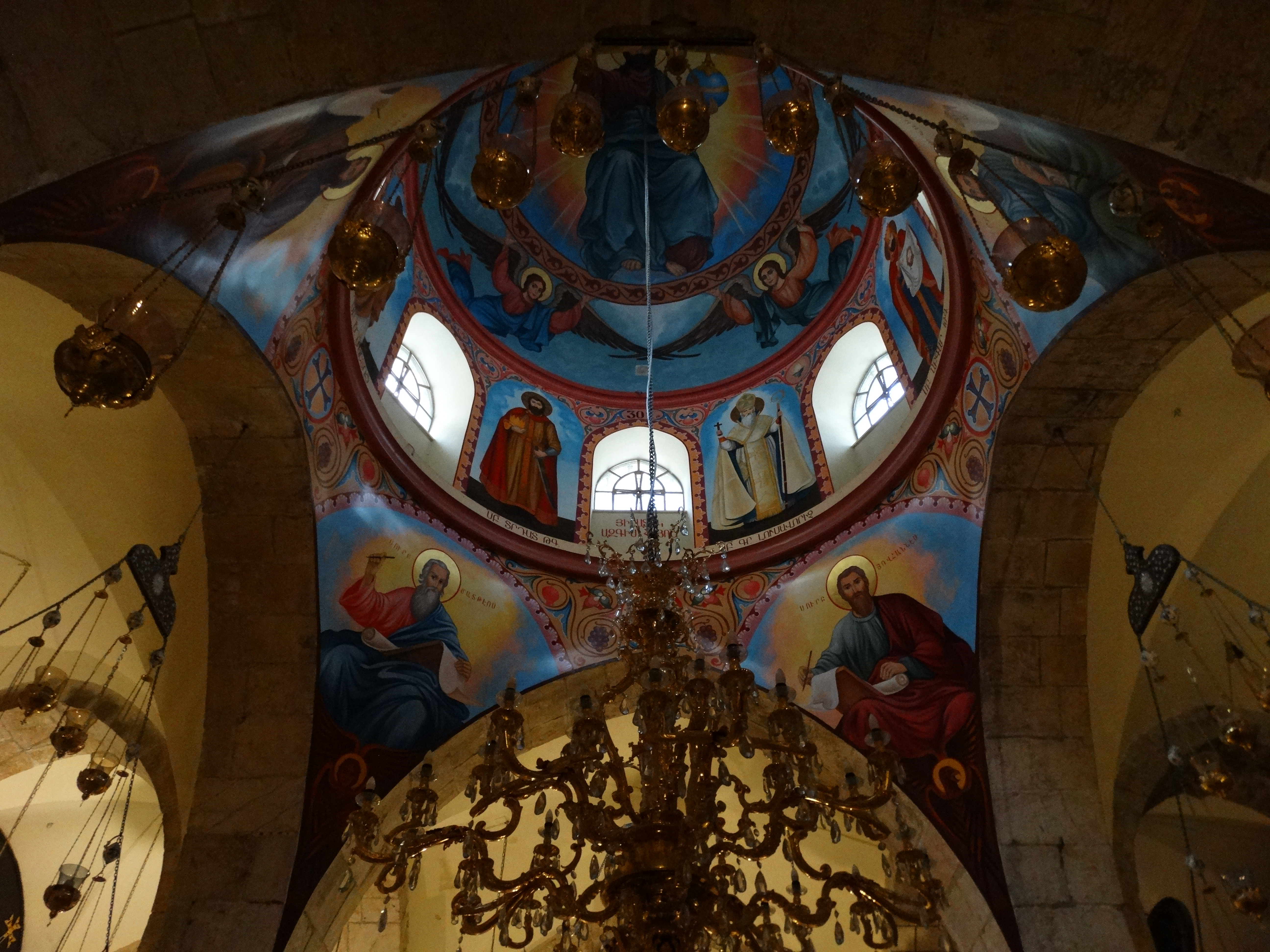
الرسم تحت القبة
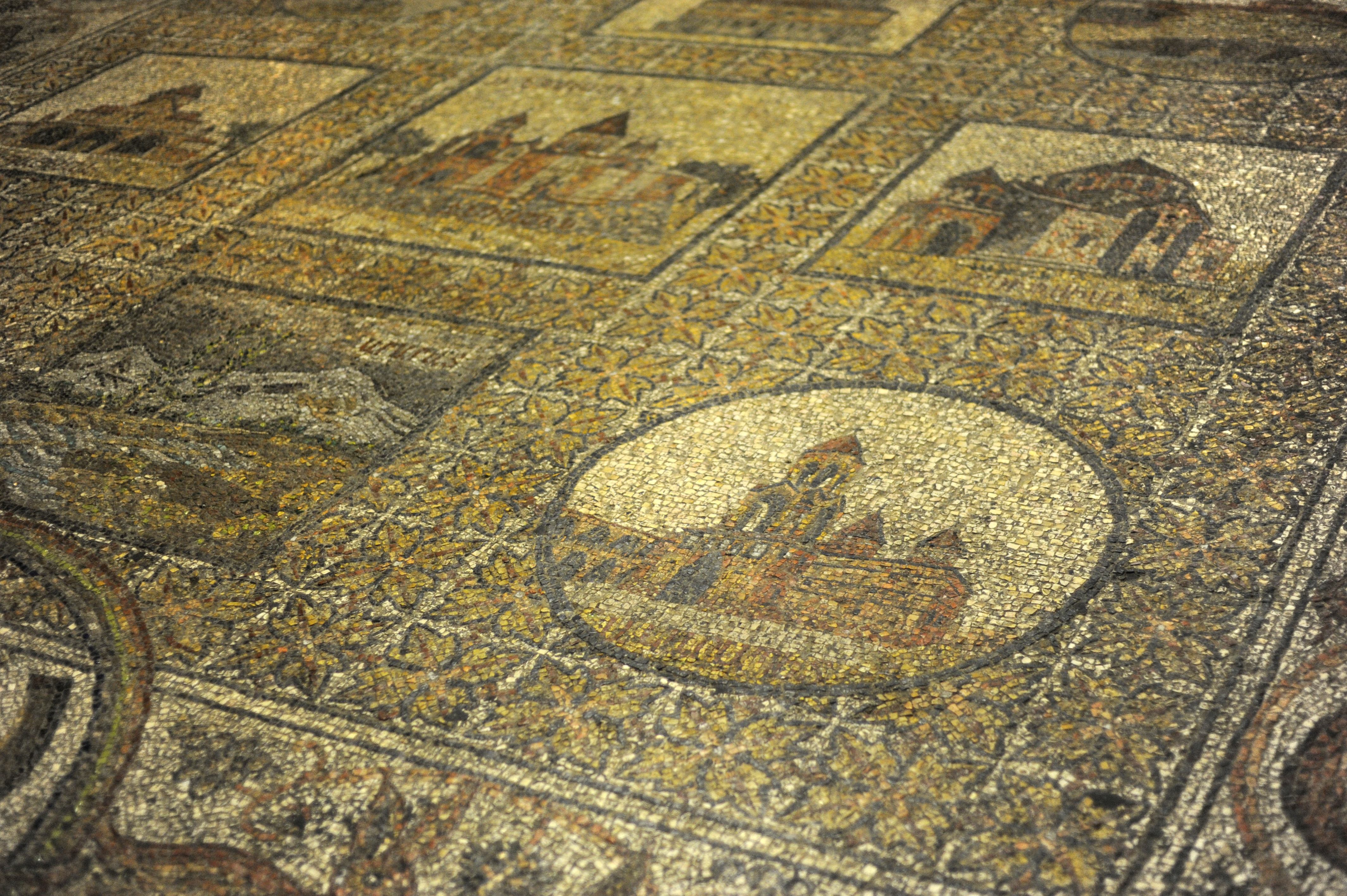
فسيفساء الأرضية
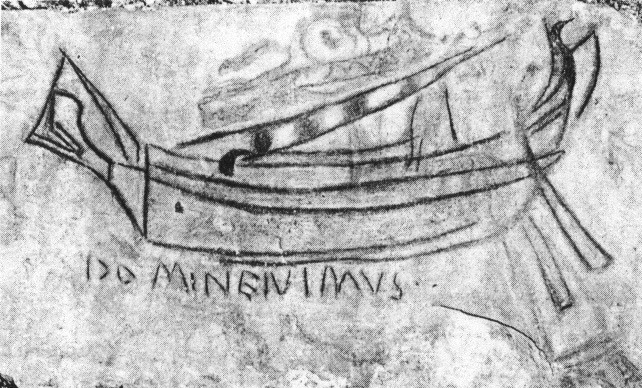
رسم سفينة ونقش "DOMINE IVIMVS"